# 이즈미촌 (에히메현 기타우와군)
이즈미촌(泉村)은 에히메현 기타우와군에 설치되었던 촌이다. 현재의 기호쿠정에 해당한다.